# Ett päron till farsa på semester i Europa
Ett päron till farsa på semester i Europa (engelska: National Lampoon's European Vacation) är en amerikansk komedifilm från 1985 i regi av Amy Heckerling. Filmen hade biopremiär i USA den 26 juli 1985.
Filmen är den andra i filmserien Ett päron till farsa. Tidigare film är Ett päron till farsa! (1983) och efterföljande filmer är  Ett päron till farsa firar jul (1989), Ett päron till farsa i Las Vegas (1997) och Ett päron till farsa: Nästa generation (2015).

## Handling
Detta är den andra filmen i serien om familjen Griswold och deras misslyckade semesterfirande. I denna film vinner familjen en resa till Europa där de gör sitt bästa för att göra kontinenten osäker.

## Rollista i urval
| Chevy Chase      | – Clark Griswold           |
| Beverly D'Angelo | – Ellen Griswold           |
| Dana Hill        | – Audrey Griswold          |
| Jason Lively     | – Russell "Rusty" Griswold |
| John Astin       | – Kent Winkdale            |
| Mel Smith        | – hotellägare              |
| Eric Idle        | – cyklisten                |
| Claudia Neidig   | – Claudia, tysk tjej       |